# Cradock
Cradock è un centro abitato del Sudafrica, situato nella provincia del Capo Orientale, e capoluogo della Municipalità locale di Inxuba Yethemba.